# Петрилово (Ивановская область)
Петрилово — деревня в Шуйском районе Ивановской области России, входит в состав Китовского сельского поселения.

## География
Деревня расположена в 4 км на запад от центра поселения села Китово и в 8 км на запад от райцентра города Шуя. 

## История
В 2 км к югу от деревни Петрилово располагалось село Дроздово. Церковь Воскресения Господня в селе Дроздово в первый раз упоминается в старинных письменных документах второй половины XVII столетия. В XVIII веке в селе существовали две деревянные церкви: Воскресенская и Покровская. В 1821 году вместо двух деревянных церквей усердием прихожан построена каменная церковь. Престолов в церкви было два: в холодной — в честь Воскресения Христова и в теплом приделе — в честь Покрова Пресвятой Богородицы. Колокольня и ограда при церкви — каменные. С 1881 года в селе Дроздово существовало земское народное училище. В 1974 году село было упразднено за отсутствием жителей.
В конце XIX — начале XX века деревня Петрилово входила в состав Якиманской волости Шуйского уезда Владимирской губернии. В 1859 году в деревне числилось 16 дворов, в 1905 году — 28 дворов.
С 1929 года деревня входила в состав Дроздовского сельсовета Шуйского района, с 1964 года — в составе Китовского сельсовета, с 2005 года — в составе Китовского сельского поселения.

## Население
| 1859у | 1905 |
| ----- | ---- |
| 87    | 76   |

| 1859 | 1905 | 2010 |
| ---- | ---- | ---- |
| 87   | ↘76  | ↘26  |

## Достопримечательности
В урочище Дроздово расположена недействующая Церковь Воскресения Христова